# Hermann Röger
Hermann Röger (* 31. August 1883 in Dörzbach; † 6. August 1954 in Isny im Allgäu) war ein württembergischer Oberamtmann und Landrat.

## Leben und Werk
Der Sohn eines Straßenmeisters besuchte die Evangelischen Seminare in Schöntal und Urach, anschließend studierte er Rechtswissenschaften in Tübingen, dort gehörte er der Turnerschaft Hohenstaufia Tübingen an. 1906 und 1909 legte er die höheren Justizdienstprüfungen ab. Von 1914 bis 1916 verwaltete er ein Lazarett. 1916 wurde er Amtmann beim Oberamt Laupheim, ab 1919 Amtsverweser und seit 1921 Oberamtmann beim Oberamt Maulbronn. 1928 änderte sich seine Dienstbezeichnung in Landrat. 1938 wechselte er als Amtsverweser zum Landkreis Wangen und wurde dort 1941 Landrat. 1945 wurde Hermann Röger auf Anordnung der US-Militärregierung entlassen. 1946 nahm er eine Stelle als Domänendirektor bei den Fürsten von Quadt-Isny an und ging 1947 vorzeitig in den Ruhestand.

## Ehrungen
1929 wurde Hermann Röger die Ehrenbürgerschaft der Stadt Maulbronn verliehen. Maulbronn benannte außerdem eine Straße (Hermann-Röger-Straße) nach ihm.